# Космос-1987
Космос-1987 је један од преко 2400 совјетских вјештачких сателита лансираних у оквиру програма Космос.
Космос-1987 је лансиран са космодрома Тјуратам, Бајконур, СССР, 10. јануара 1989. Ракета-носач Протон је поставила сателит у орбиту око планете Земље. Маса сателита при лансирању је износила 1400 килограма. Космос-1987 је био ГЛОНАСС навигациони сателит.